# Jacques Bardoux

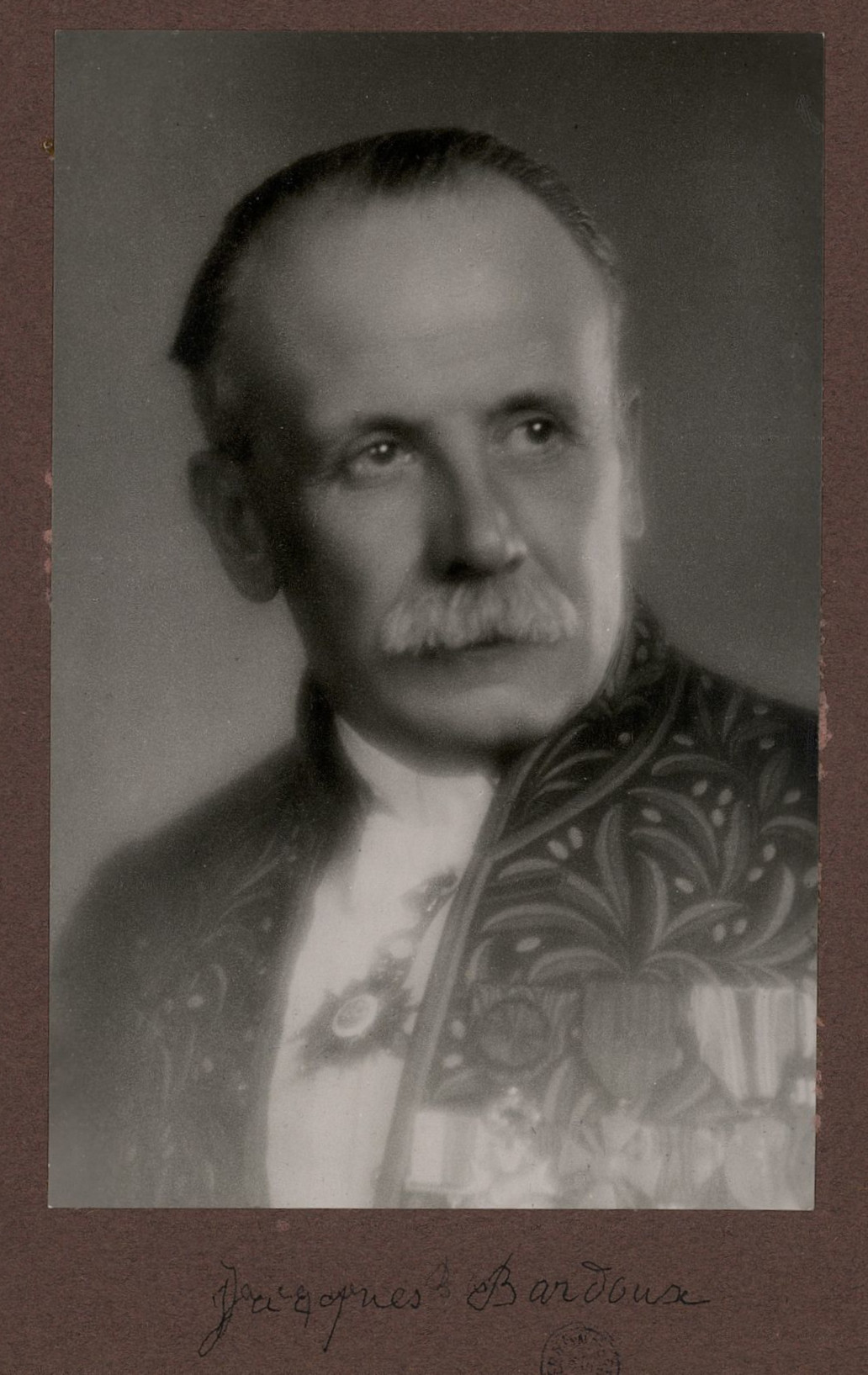
Jacques Bardoux

Achille Octave Marie Jacques Bardoux (* 27. Mai 1874 in Versailles; † 15. August 1959 in Saint-Saturnin, Département Puy-de-Dôme) war ein französischer Publizist und Politiker.

## Leben
Bardoux war ein Sohn des Politikers und Schriftstellers Agénor Bardoux und dessen Ehefrau Clémence Villa. Seine Sekundarschulbildung erhielt er an den Lycées Condorcet und Janson de Sailly in Paris. 1895 erhielt er eine Licence ès lettres. Er setzte sein Hochschulstudium an der Universität Oxford fort, bevor er zurück in Frankreich 1899 einen Abschluss in Rechtswissenschaften erwarb. Ab 1899 war er als Advokat am Appellationsgericht in Paris zugelassen. 1901 wurde er mit einer Arbeit über englische Literatur zum Doktor der Literaturwissenschaften promoviert und 1908 als Professor an die École libre des sciences politiques in Paris berufen. Daneben veröffentlichte er Artikel zur Außenpolitik in der Wochenzeitung L’Opinion.
Zu Beginn des Ersten Weltkriegs am 28. August 1914 meldete er sich als Freiwilliger, diente im Rang eines Sergeanten und später eines Unterleutnants, bevor er als Verbindungsoffizier zur britischen Armee abgestellt wurde. Von 1918 bis 1919 war Bardoux persönlicher Referent (chef de cabinet) des Marschalls Foch. 1920 wurde er Lehrbeauftragter für allgemeine Politik an der École de guerre und Präsident des Verwaltungsrats der Société d'études et d'informations économique. Der Premierminister und Außenminister Raymond Poincaré entsandte Bardoux 1922/23 als Beauftragten nach London und Genua. Zudem war er 1922 Vertreter Frankreichs in der Versammlung des Völkerbunds.
Er wurde 1925 in die Académie des sciences morales et politiques und 1933 in die Académie des sciences coloniales gewählt. Von 1928 bis 1935 Ehrenpräsident der Association Française de la Sarre. Später wurde er Präsident der Académie des sciences morales et politiques (1937) und dann des Institut de France.
Bardoux war Besitzer des im 15. Jahrhundert erbauten Maison Bardoux in Saint-Saturnin.

## Politik
Jacques Bardoux war von 1938 bis 1944 Mitglied des französischen Senats Er stimmte am 10. Juli 1940 für die Ermächtigung des Kabinetts von Marschall Philippe Pétain zur Ausarbeitung einer neuen Verfassung und damit für das Ende der Dritten Französischen Republik und die Gründung von Vichy-Frankreich. Im Jahr 1941 wurde er Mitglied des Nationalen Rates.
Ein Ehrenrat hob Bardoux’ Verlust der Wählbarkeit, der nach der Befreiung für Unterstützer des Vichy-Regimes galt, im Juni 1945 auf. Im Oktober 1945 wurde er in die Verfassunggebende Versammlung gewählt, von 1946 bis 1955 war er Abgeordneter des Départements Puy-de-Dôme in der Nationalversammlung. Er vertrat die konservative Bauernpartei Parti paysan d’union sociale, die 1951 im liberal-konservativen Centre national des indépendants et paysans (CNIP) aufging. Das französische Parlament nominierte ihn 1949 in die Parlamentarische Versammlung des Europarates.
Nach seiner Wiederwahl als Abgeordneter 1951 war Bardoux 1952–53 Vorsitzender des Auswärtigen Ausschusses der Nationalversammlung. Er enthielt sich 1951 in der Abstimmung über die Europäische Gemeinschaft für Kohle und Stahl (Montanunion), stimmte 1954 gegen die Europäische Verteidigungsgemeinschaft, aber für die Londoner Akte und die Pariser Verträge, die das Besatzungsstatut in den drei Westzonen Deutschlands aufhoben, die Wiederbewaffnung und den Beitritt der Bundesrepublik Deutschland zur NATO erlaubten.

## Familie
Am 7. Februar 1899 heiratete Bardoux in Paris Geneviève Picot (1876–1949, seit 1910 Georges-Picot), eine Tochter des Juristen Georges Picot und dessen Ehefrau Marthe Bachasson de Montalivet. Ein Bruder seiner Frau war der französische Diplomat François Georges-Picot. Aus der Ehe gingen acht Kinder hervor.
Seine Tochter May Bardoux, die 1923 den Finanzbeamten Edmond Giscard d’Estaing heiratete, war die Mutter des späteren französischen Staatspräsidenten Valéry Giscard d’Estaing. Dieser wurde 1956 als Nachfolger seines Großvaters zum Abgeordneten des Départements Puy-de-Dôme gewählterlaubten. und gehörte wie dieser zunächst der Partei CNIP an.

## Auszeichnungen
- Kommandeur der Ehrenlegion
- Offizier des Belgischen Leopoldsordens
- Offizier des Military Cross

## Werke
- Victoria I. Edouard VII. Georges V. (2. Auflage, Paris 1911)
- Les Origines de la Guerre de Trente Ans (2 Bände. 1914–1945)
- Le culte du beau dans la cité nouvelle (John Ruskin, Calmann-Lévy, 1931)
- L’île et l’Europe: la politique anglaise (1930–1932) (Delagrave, 1933)
- Les soviets contre la France (Quel jour éclatera la Révolution communiste?) (Flamarion, 1936)
- L’ordre nouveau. Face au communisme et au racisme (Paris: Hachette, 1939)
- Paix, ordre, liberté, treize années de mandat (Clermont-Ferrand: G. de Bussac, 1951)
- Quand Bismarck dominait l’Europe (Paris: Hachette, 1953)
- La Défaite de Bismarck: l’expansion coloniale française et l’alliance russe (Paris: Hachette, 1953)
- La délivrance de Paris: séances secrètes et négociations (Fayard, 1958)